# Гидролиния
Гидролинии предназначены для прохождения рабочей жидкости в процессе работы гидропривода. В общем случае гидролиния состоит из всасывающей, напорной и сливной линий. Кроме того, в гидроприводе часто имеются гидролинии управления и дренажная.
Всасывающая линия служит для подведения рабочей жидкости к насосу из бака, от распределителя или непосредственно от гидродвигателя.
По напорной гидролинии жидкость от насоса поступает через регулирующие и управляющие устройства к гидродвигателю.
По сливной гидролинии рабочая жидкость от гидродвигателя возвращается обратно к насосу (замкнутая схема циркуляции) или сливается в гидробак (разомкнутая схема циркуляции).
Всасывающая гидролиния имеет наибольший диаметр, и предназначена для перемещения жидкости из бака во всасывающую полость насоса.
Гидролинии по конструкции бывают жёсткими и гибкими.
Жёсткие гидролинии изготавливают из стальных, латунных или медных труб. Гибкие гидролинии делятся на следующие типы: армированные — рукава высокого давления (РВД); рукава без металлической армировки — шланги.
РВД бывают двух основных видов — оплёточной конструкции и навивочной конструкции. Рукава навивочной конструкции при прочих равных условиях прочнее и выдерживают большее давление, однако они более чувствительны к изгибам, чем рукава оплёточной конструкции. Поэтому в настоящее время подавляющее большинство рукавов высокого давления, находящихся в эксплуатации, представляют собой рукава оплёточной конструкции.
Также применяются рукава с металлическими спиралями, рукава резиновые с нитяными оплётками, рукава резиновотканевые спиральные, гибкие металлические рукава с подвижным швом и др.

## Проектирование
При проектном расчёте диаметры гидролиний выбирают исходя из номинального расхода рабочей жидкости через гидролинию и рекомендуемых скоростей движения жидкости в гидролиниях.
Расчётный диаметр условного прохода можно найти по формуле:
{\displaystyle D_{p}=1,13*{\sqrt {\frac {Q_{H}}{v}}}}
где
{\displaystyle v} — рекомендуемая скорость рабочей жидкости, которую для всасывающих гидролиний можно принимать в интервале 0,8…1,0 м/с, для сливных гидролиний — в интервале 1,8…2,0 м/с, а для напорных гидролиний 3,6…4,0 м/с;
{\displaystyle Q_{H}} — номинальный расход рабочей жидкости через гидролинию, выраженный в м3/с.
Полученное расчётное значение округляют до ближайшего из стандартного ряда диаметров условного прохода: 8, 10, 12, 16, 20, 25, 32, 40, 50, 65, 80, 100, 125, мм.